# Acarichthys heckelii
Acarichthys heckelii — єдиний вид монотипового роду Acarichthys родини цихлових. Acarichthys heckelii мешкає в Бразилії й Гаяні. Рід тісно пов'язаний з родом Guianacara.

## Утримання в акваріумі
Рекомендовані умови утримання в акваріумі: температура 24-29°С, твердість dH 2-15°, кислотність pH 7,6-8,2.